# Parmenosoma villosa
Parmenosoma villosa là một loài bọ cánh cứng trong họ Cerambycidae.